# Unionville, Butler County, Pennsylvania
Unionville är en ort i Butler County i delstaten Pennsylvania, USA.